# Rosmonda d'Inghilterra (Coccia)
Rosmonda d'Inghilterra (o también Rosmonda o Rosmunda d'Inghilterra; título original en italiano; en español, Rosamunda de Inglaterra) es una ópera en dos actos con música de Carlo Coccia y libreto en italiano de Felice Romani. Se estrenó el 28 de febrero de 1829 en el Teatro La Fenice de Venecia.